# Super Copa Gaúcha
A Super Copa Gaúcha, foi um torneio de futebol profissional do Rio Grande do Sul, disputado de 2013 a 2016 pela Federação Gaúcha de Futebol. Os clubes conquistavam a vaga para esta competição a partir do título em campeonatos regionais – Campeonato da Região Metropolitana, Campeonato da Região Serrana e Campeonato da Região Sul-Fronteira –, além da estadual Copa FGF. Podiam participar times de todas as divisões do futebol gaúcho. 
O campeão se classificava para a Copa do Brasil, e também garantia vaga na Recopa Gaúcha, competição disputada na época entre o campeão da Super Copa e o campeão do Gaúchão.

## Fórmula
A princípio, o torneio era disputado em jogos únicos em uma cidade sede escolhida para abrigar os jogos. A partir da edição de 2015, o regulamento foi alterado, sendo disputado em jogos de ida e volta sem sede fixa.

### Semifinal
O torneio iniciava na fase semifinal, em jogos de ida e volta, em confrontos definidos por sorteio entre os quatro clubes qualificados.

#### Final
Disputada entre as equipes vencedoras dos confrontos das semifinais.

## Vaga
Ao campeão cabia o direito de disputar a Copa do Brasil e a Recopa Gaúcha do ano seguinte. Caso a equipe campeã estivesse previamente classificada para a Copa do Brasil, a vaga ficaria com a equipe não classificada melhor colocada. Caso o campeão gaúcho atual vencesse a Super Copa também, a vaga para a Recopa Gaúcha ficaria com a equipe vice-campeã.

## Títulos por equipe
| Clube         | Cidade        | Títulos | Vices |
| ------------- | ------------- | ------- | ----- |
| Internacional | Porto Alegre  | 1       | 1     |
| Lajeadense    | Lajeado       | 1       | 0     |
| Pelotas       | Pelotas       | 1       | 0     |
| São José      | Porto Alegre  | 1       | 0     |
| Cruzeiro      | Cachoeirinha  | 0       | 1     |
| Novo Hamburgo | Novo Hamburgo | 0       | 1     |
| Ypiranga      | Erechim       | 0       | 1     |

## Títulos por cidades
| Cidade        | Títulos | Vices |
| ------------- | ------- | ----- |
| Porto Alegre  | 2       | 1     |
| Lajeado       | 1       | 0     |
| Pelotas       | 1       | 0     |
| Cachoeirinha  | 0       | 1     |
| Erechim       | 0       | 1     |
| Novo Hamburgo | 0       | 1     |